# Zanthoxylum conspersipunctatum
Zanthoxylum conspersipunctatum är en vinruteväxtart som beskrevs av Merrill & Perry. Zanthoxylum conspersipunctatum ingår i släktet Zanthoxylum och familjen vinruteväxter. Inga underarter finns listade i Catalogue of Life.